# Friedrich Everling
Friedrich Wilhelm Everling (né le 5 septembre 1891 à Sankt Goar et mort le 17 avril 1958 à Menton, France) est un avocat, fonctionnaire administratif, écrivain et homme politique allemand (DNVP, NSDAP). Il publie des romans sous le pseudonyme de Schlehdorn.

## Biographie
Friedrich Everling est le fils du théologien et homme politique Otto Everling (de) (1864-1945). Son frère Emil (1890-1973) est plus tard professeur d'université en technologie de mesure aéronautique et en mécanique de vol avancée à l'Université technique de Charlottenbourg. Après les écoles de Krefeld et Halle, il entreprend des études de droit et de sciences politiques dans les universités d'Iéna, Munich, Bonn et Halle, qu'il termine en 1913 avec le premier examen d'État en droit (« suffisant »). Le 8 août 1914, il obtient un doctorat à l'Université de Halle-Wittenberg avec une thèse sur le serment de la fonction publique prussienne. Il rejoint ensuite le ministère des Affaires étrangères en tant qu'avocat stagiaire. En 1914, Everling est volontaire de guerre. En 1918, il réussit le deuxième examen de droit de l'État (« suffisant, presque bien »). En 1919, il est démis de son service préparatoire pour avoir refusé de prêter serment officiel à la République. La veille de Noël 1919, Everling devient avocat. Il travaille à Berlin-Halensee et à Neubrandenbourg jusqu'en 1933. Il travaille également comme écrivain, est rédacteur en chef du Konservativen Monatsschrift et publie de nombreux écrits politiques. Après l'arrivée au pouvoir des nationaux-socialistes, il retourne à la fonction publique, devenant d'abord juge administratif principal à Berlin et, après 1939, administrateur de guerre. En 1936, il obtient un doctorat à Fribourg sur le thème des codes d'honneur professionnels. Depuis 1941, il travaille comme juge du Reich au tribunal du Reich de Leipzig. Après 1945, Friedrich Everling vit d'abord à Düsseldorf, puis à Metzingen et s'installe plus tard à Menton, dans le sud de la France, où il meurt en 1958.

## Parti
Everling rejoint les nationalistes allemands en 1919. Selon Kaul (de), il est membre de mai 1924 à juillet 1933. Il est président de la Fédération des Justes (de) dans les années 1920. À la fin des années 1930, il rejoint le NSDAP. À partir de 1934, il est membre de la SA Reserve II.

## Député
Everling est élu au Reichstag pour le DNVP lors des élections du Reichstag en mai 1924, dont il est député jusqu'en novembre 1933. Au Parlement, il représente temporairement la circonscription de Mecklembourg. En 1932/33, il est également député du parlement de l'État libre de Mecklembourg-Strelitz (de). De 1933 à 1945, il est à nouveau député du Reichstag, d'abord en tant qu'invité du parti NSDAP, puis après 1938 en tant que membre des nationaux-socialistes.